# Томас Пенант
Томас Пенант (на английски: Thomas Pennant) е уелски естествоизпитател и антиквар.

## Биография
Пенант е роден през 1726 г. в имението Даунинг край Уитфорд, Уелс, в семейство от дребната аристокрация. Учи в училището в Рексъм, а от 1740 година - във Фулъм. През 1744 г. постъпва в Оксфордския университет, но го напуска без да се дипломира. Пенант проявява интерес към естествената история още от детска възраст, а едно пътуване в Корнуол през 1746-1747 година, при което се запознава с Уилям Борлейз, го насочва към минералите и фосилите, които изучава през 50-те години на 18. век. Той прави няколко научни публикации в областта на геологията и основава собствена мина за олово.
През 1757 година Томас Пенант е избран за член на Шведското кралско научно дружество по настояване на Карл Линей. През 1766 година публикува първата част на „Британска зоология“ („British Zoology“), обширна компилация по тази тема. По време на нейната подготовка той пътува из Европа и се запознава с Жорж Бюфон, Волтер, Албрехт фон Халер, Петер Симон Палас.
През 1767 година Пенант е избран за член на Британското кралско научно дружество, а през 1771 година излиза „Обзор на четирикраките“ („Synopsis of Quadrupeds“), по-късно разширен под името „История на четирикраките“ („History of Quadrupeds“). През същата година публикува „Пътуване в Шотландия през 1769“ („A Tour in Scotland in 1769“), която придобива широка популярност и е последвана през 1774 година от двутомно описание на друго пътешествие из Шотландия. През 1778 година издава подобната „Пътуване в Уелс“ („Tour in Wales“), през 1781-1783 – двете части на „Пътуване до Сноудън“ („Journey to Snowdon“), а през 1782 година – „Пътуване от Честър до Лондон“ („Journey from Chester to London“).
През 1785-1787 година Томас Пенант издава „Арктическа зоология“ („Arctic Zoology“), а през 1790 година – „Описание на Лондон“ („Account of London“), която претърпява множество преиздавания. През 1793 година излиза автобиографичната книга „Литературният живот на късния Т. Пенант“ („Literary Life of the late T. Pennant“). През последните си години работи върху труд, озаглавен „Скици на света“ („Outlines of the Globe“). Първите два тома са издадени през 1798 година, а други два – от неговия син Дейвид Пенант през 1800 година.
Томас Пенант умира в Даунинг през 1798 г.